# Mocache (canton)
Mocache est un canton d'Équateur situé dans la province de Los Ríos.